# Musée de Grenoble
Het Musée de Grenoble is het stedelijk museum van Grenoble in Frankrijk.

## Geschiedenis
Het museum werd gesticht in 1798 tijdens de nasleep van de Franse Revolutie. Het werd oorspronkelijk gehuisvest in het voormalige Collège des Jésuites, thans het Lycée Stendhal.
In 1870 verhuisde het museum naar een gebouw aan de Place de Verdun, genaamd Musée-Bibliothèque, zo genoemd daar ook de gemeentebibliotheek er was gevestigd.
Het museum is sinds 1994 in de nieuwbouw aan de oever van de rivier Isère gevestigd, daar bevond zich sinds 1988 al het beeldenpark, Parc Albert Michallon, ter grootte van 16.000 m².

## Collectie
De permanente collectie (1 500 werken in 65 zalen op 18 000 m²) is verdeeld over :

### Antieke kunst (Egyptisch, Grieks en Romeins)
Twee zalen zijn gewijd aan Egyptische antiquiteiten, waaronder sarcophagen. Andere zalen tonen Romeinse en Griekse antiquiteiten.

### Oude kunst

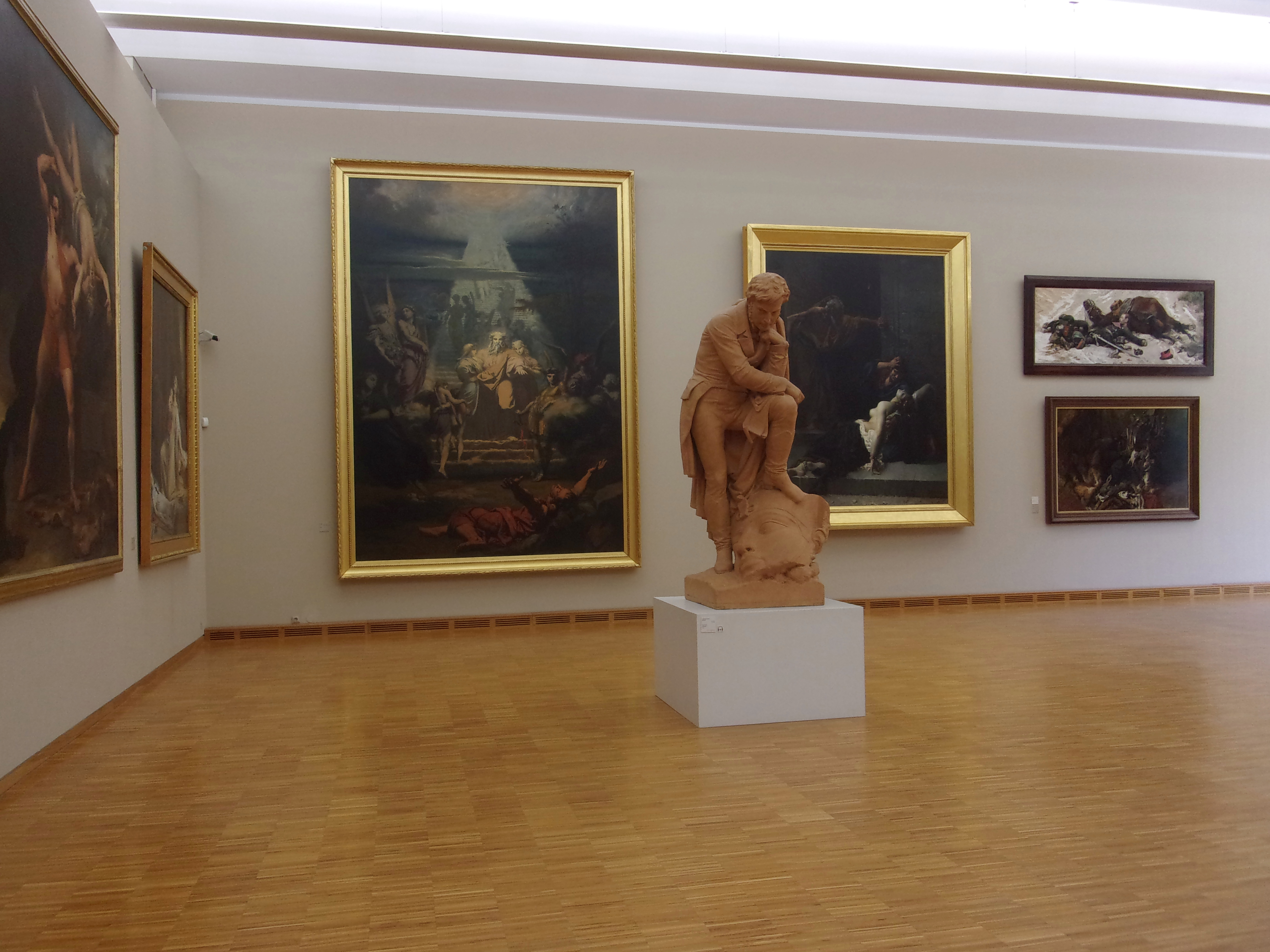
Kamer nr. 17.

Dit deel van het museum herbergt de collecties Franse, Vlaamse, Nederlandse, Spaanse en Italiaanse meesters van de dertiende tot de negentiende eeuw, zoals:
- Saint Jérome van Georges de La Tour
- Francisco de Zurbarán, de mooiste collectie van deze kunstenaar in enig Frans museum.
- Sainte Lucie (toegeschreven aan) Jacopo Torriti
- Saint Grégoire pape entouré de saints et de saintes van Peter Paul Rubens
- diverse werken van Canaletto en Guardi
- Zes tableaux van Philippe de Champaigne
- Le Christ rencontrant la femme et les fils de Zébédée en Noli me tangere van Paolo Veronese

### Regionale kunst
De collectie lokale kunst, met werken van de École dauphinoise (Laurent Guétal, Jean Achard, Charles Bertier), en schilderijen van Ernest Hébert, Abbé Calès en anderen.

### Negentiende eeuw
De negentiende-eeuwse kunst is vertegenwoordigd met werk van Gustave Doré, Henri Fantin-Latour en Félix Vallotton (Femme nue assise dans un fauteuil,1897) en omvat ook werk van Paul Gauguin.

### Twintigste eeuw

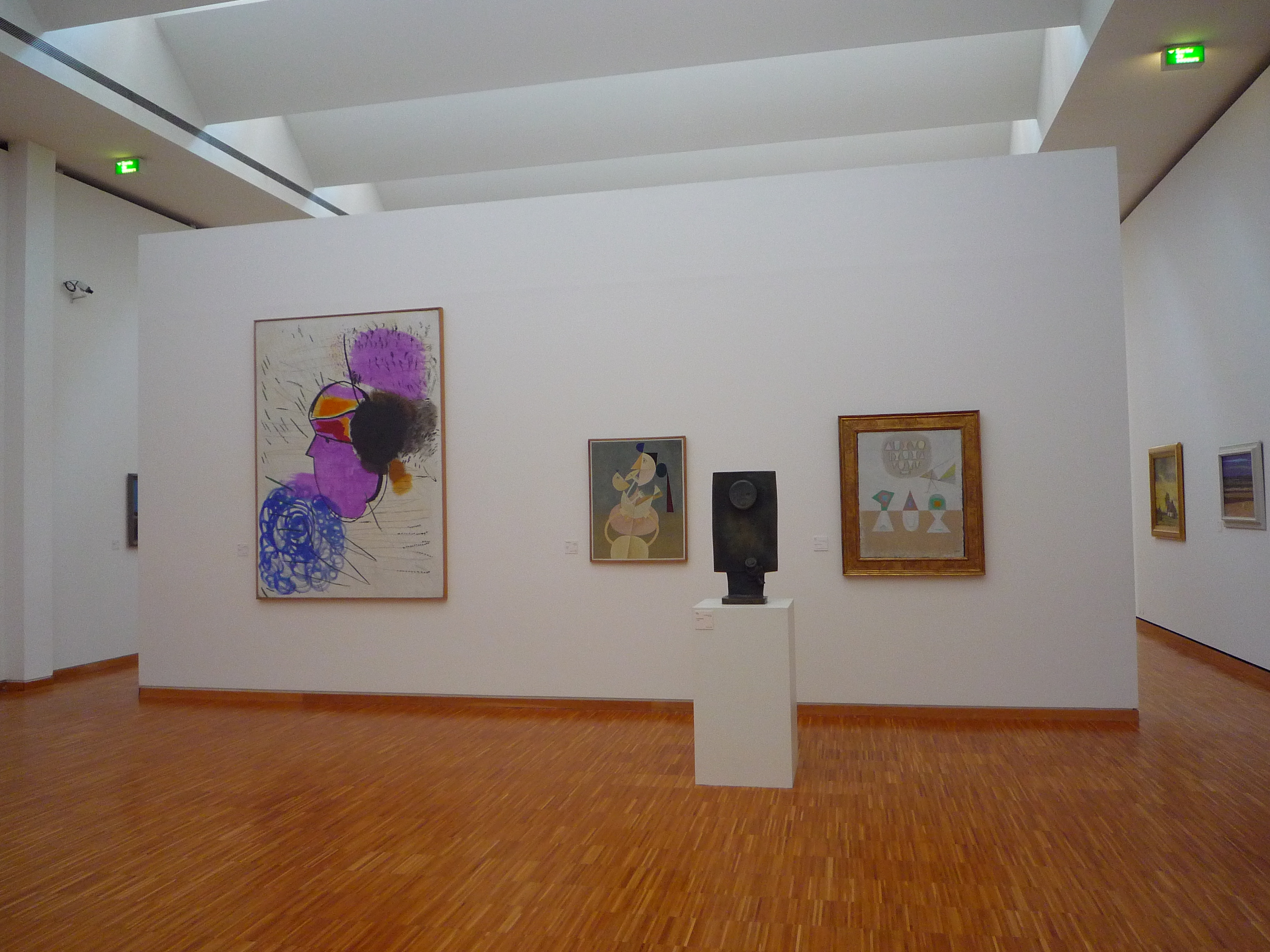
Interieur van het museum

De afdeling twintigste-eeuwse kunst is bijzonder goed vertegenwoordigd met werken van Henri Matisse , André Derain, Pablo Picasso, Georges Rouault, Paul Signac, Maurice de Vlaminck en Kees Van Dongen. Twee werken werden in 1921 door de kunstenaars aan het museum geschonken: Intérieur aux aubergines  van Matisse en Femme lisant van Picasso, en in 1970 verwierf het museum het werk Contra-compositie XII van de Nederlandse schilder Theo van Doesburg.
Ook wordt werk getoond van bekende surrealisten als: René Magritte, Joan Miró, Max Ernst en Francis Picabia).
In Musée de Grenoble is de hedendaagse kunst sterk aanwezig met werken van Pierre Soulages, Christian Boltanski (Monument), Christo, Antoni Tàpies, Andy Warhol, Jean Dubuffet, Annette Messager en Rebecca Horn.
Het museum heeft ook tijdelijke tentoonstellingshallen. Er worden elk jaar twee tentoonstellingen georganiseerd.

## Beeldenpark
Parc Albert Michallon
1. Robert Wlérick - "Femme nue debout, Rolande" (1936-1942)
2. Marta Pan - "Duna" (1992)
3. Ossip Zadkine - "Orphée" (1948)
4. Bernar Venet - "Trois lignes Indéterminées"
5. Léon-Ernest Drivier & Marcel Gimond - "Cecile, traitée à l'antique"
6. George Rickey - "Conversation" (1991)
7. Gottfried Honegger - "Monoforme 26"
8. Morice Lipsi - "La grande vague" (1978)
9. Eduardo Chillida -"Arbre" (1989)
10. Anthony Caro - "Le chant des montagnes s'appuie sur le mur"
11. Mark di Suvero - "Étoile polaire"
12. Richard Nonas - "Transi West (for 36 Albanians...)"
13. Eugène Dodeigne - "Couple"
14. Alexander Calder - "Monsieur Loyal" (1967)

## Fotogalerij

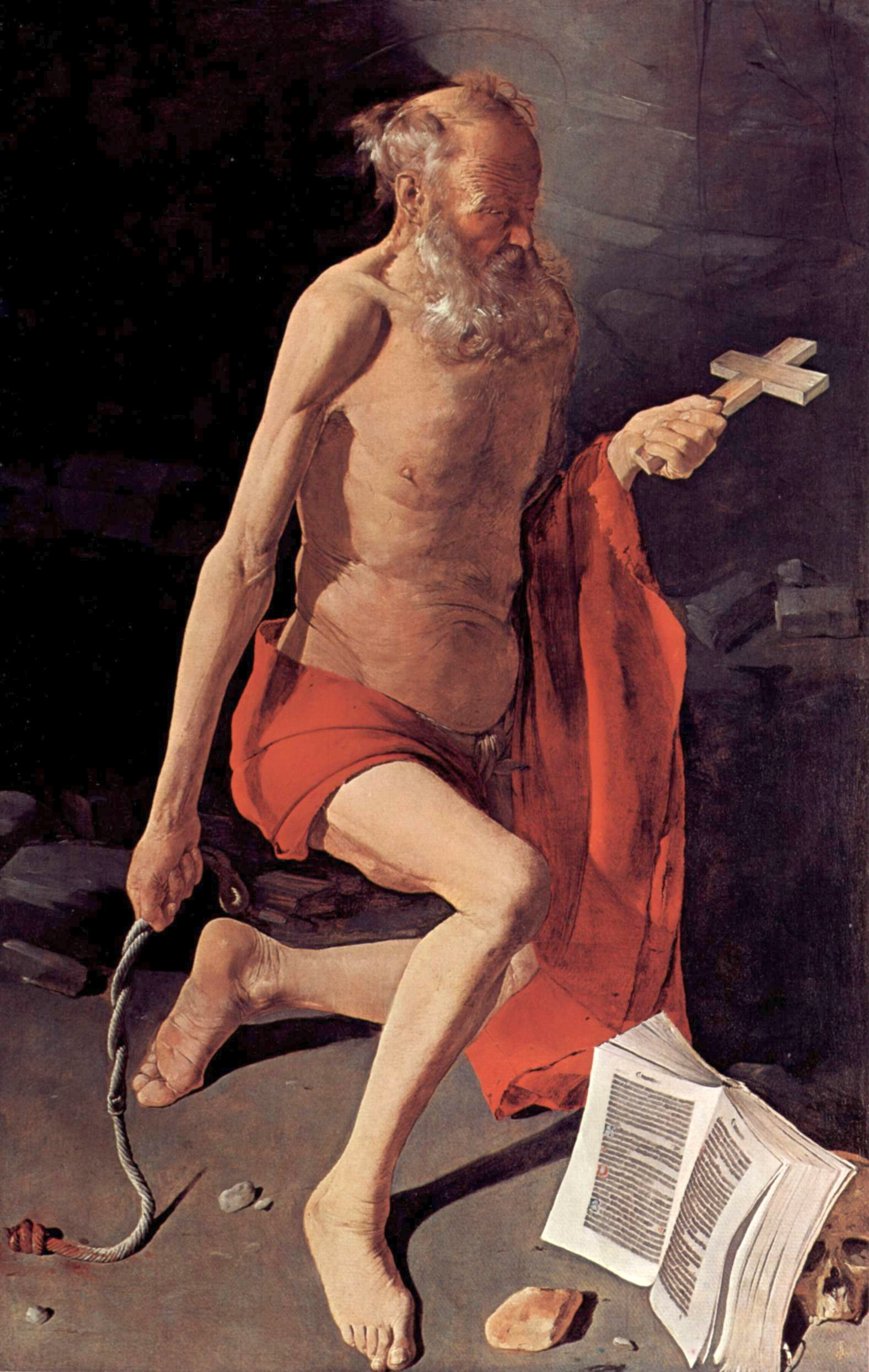
Georges de La Tour, Saint Jérome
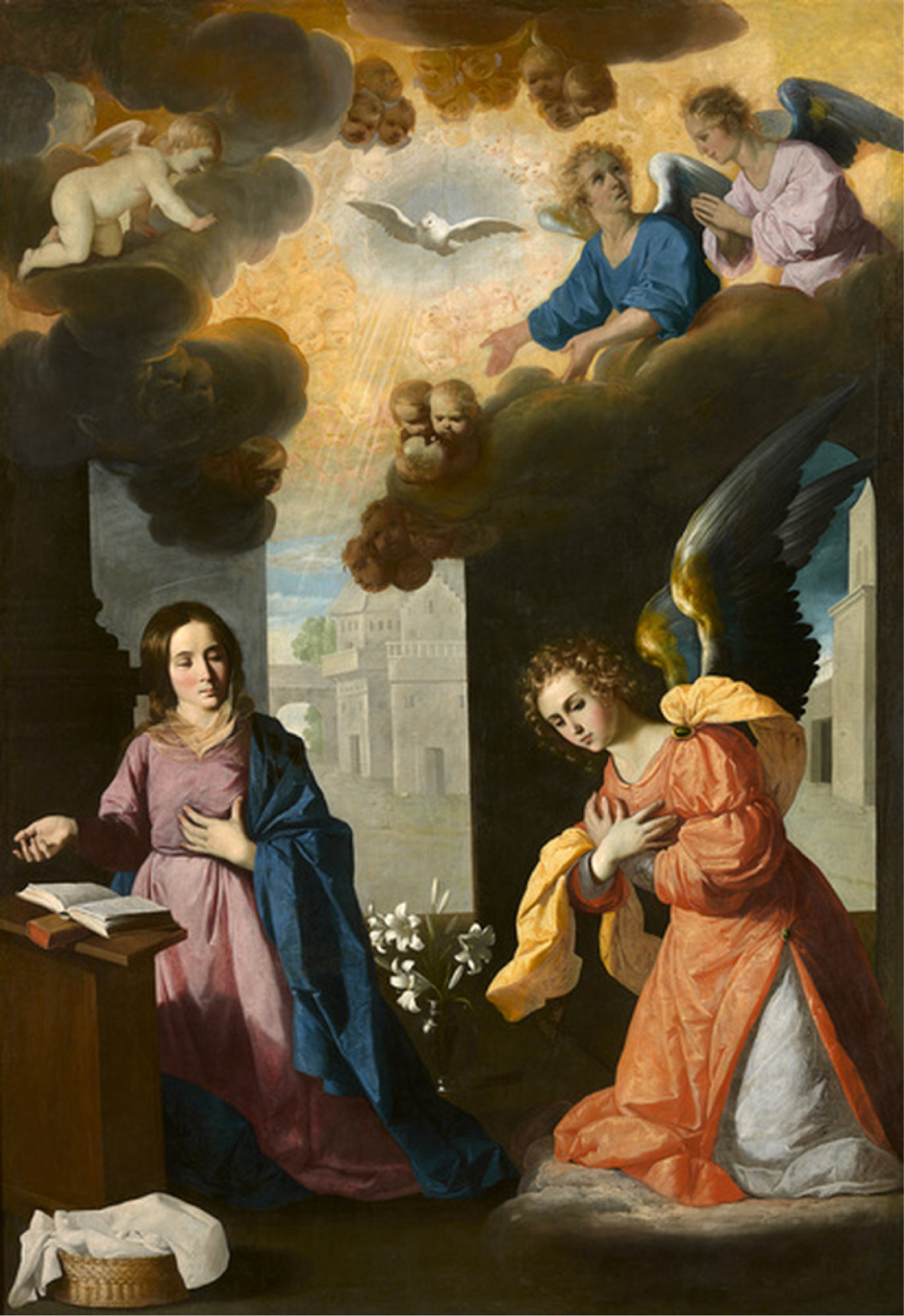
Francisco de Zurbarán, l'Annonciation
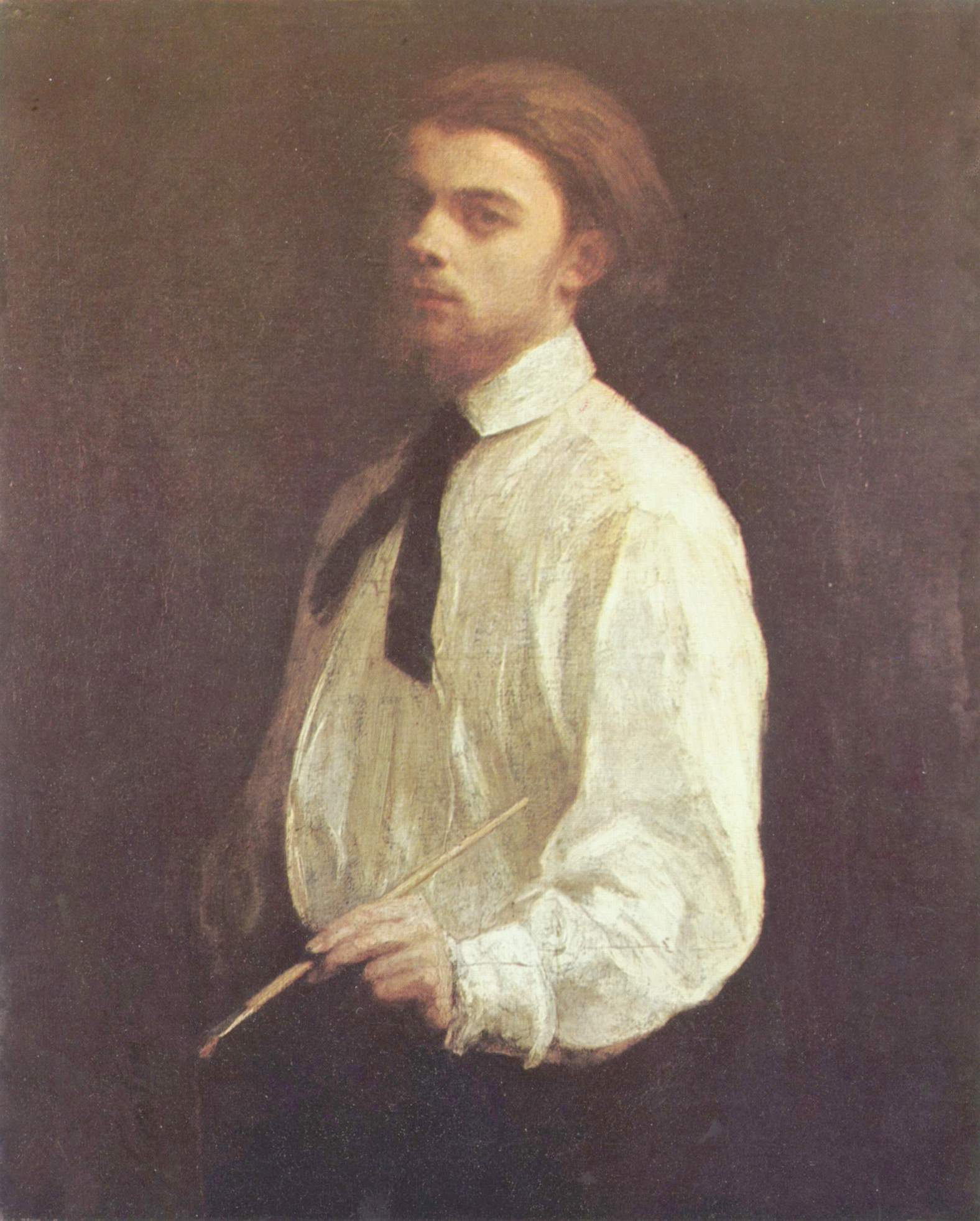
Henri Fantin-Latour, Autoportrait (1859)